# 天津中法工商银行大楼
天津中法工商银行大楼（英語：Industial and Commercial Bank of China-France,Tianjin Branch）是中法工商银行（法語：Banque Franco-Chinoise pour le Commerce et l'Industrie）在中国天津建造的一幢分行大楼，由法商永和工程司（Brossand mopin）的法国建筑师马利奎特(Maliquet)设计，始建于1933年，坐落于天津法租界的主要街道大法国路（Avenue de Grand France）和圣路易路（Rue Saint Louis）交口处大法国路南端的114号（今和平区解放北路和营口道交口的解放北路74-78号）。作为天津租界时代留存下来的重要建筑之一，该建筑目前是天津市文物保护单位和特殊保护等级历史风貌建筑。

## 历史

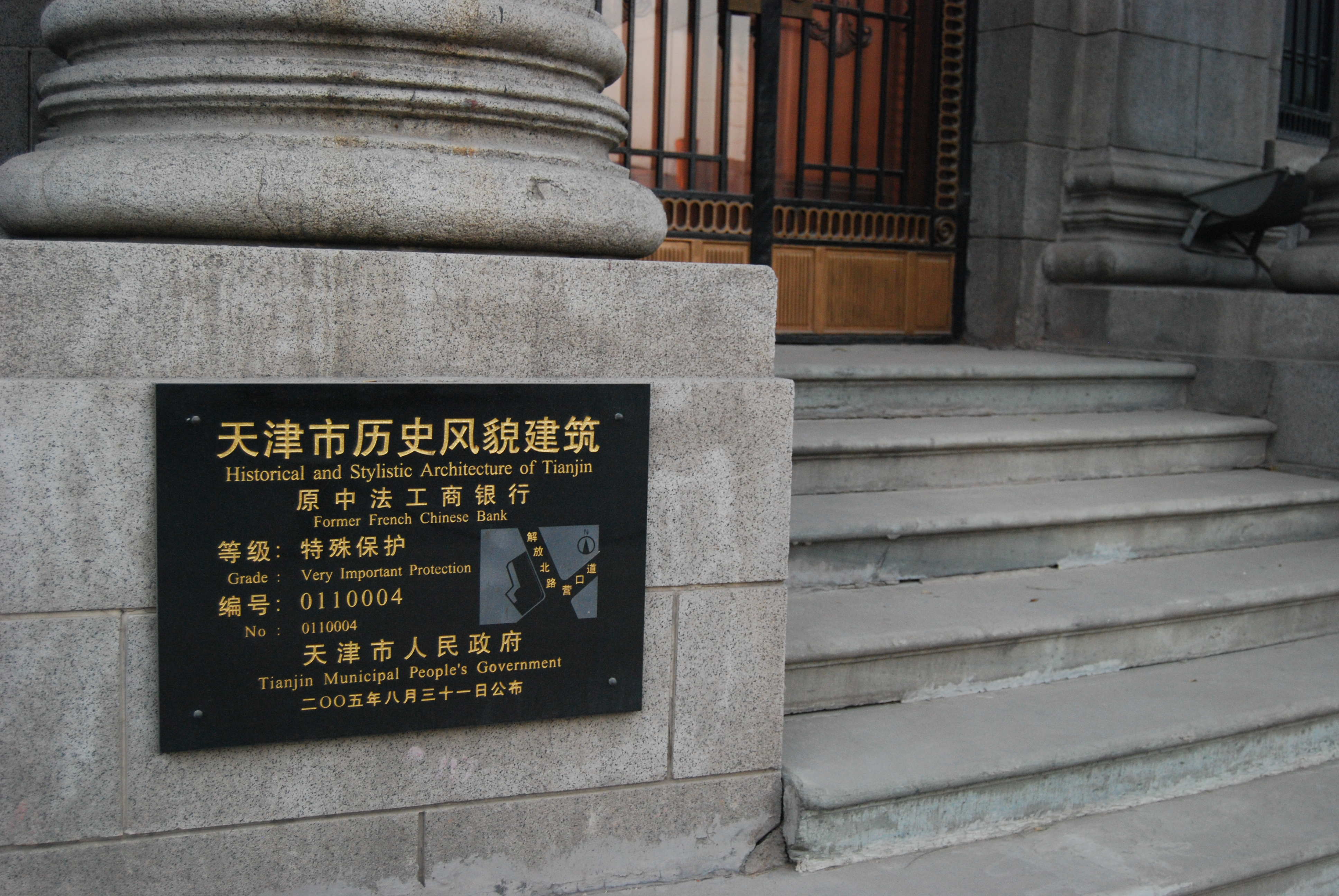
位于建筑底部的天津市历史风貌建筑保护铭牌

1919年到1920年期间，中法实业银行在天津开设分行并于1919年建设分行大楼，地址位于天津法租界并与天津英租界相望。1921年，中法实业银行停业。1923年，中法实业银行改组成中法工商银行，在当时为中法合资银行，在上海、天津、北京等地设有分行。1925年，中法工商银行天津分行开业。1932年至1933年、1936年，天津中法工商银行大楼进行了不同程度的增建。1938年，天津中法工商银行大楼出售给河北省银行。1948年，中法工商银行天津分行停业。中华人民共和国成立后，该建筑为天津市总工会办公大楼。1997年6月2日，该建筑被天津市人民政府列为天津市文物保护单位，2005年8月31日，该建筑被天津市人民政府列为特殊保护等级历史风貌建筑。目前，该建筑为中国银行天津市分行使用。

## 业务范围
中法工商银行天津分行主要业务范围有：存款、买卖外汇和股票、汇款、借贷、代销法国彩票、有奖债券、发行钞票、企业投资等。1916年，中法工商银行（中法实业银行）天津分行发行加印中法工商银行天津地名纸币有1元、5元、10元、50元、100元和500元共计6个版别。

## 建筑风格
天津中法工商银行大楼的设计者为法商永和工程司（Brossand mopin）的法国建筑师马利奎特(Maliquet)设计，由法商永和营造公司负责施工。由于当年大楼处在天津英、法租界的交接处的街角位置，对接的街道不在一条直线上，因此建筑师有意将这座建筑的外形设计为一条弧形曲线，从而使本不在一条直线上的街道自然地衔接起来。天津中法工商银行大楼分主楼与配楼两部分组成，总建筑面积为6240平方米，主楼为四层混合结构楼房带半地下室，局部五层，占地面积1567平方米。该建筑主入口为高台阶设于街角，外立面为仿石水刷石墙面。建筑一、二层外檐为科林斯式柱廊，该柱廊由沿弧线对称布置高至二层窗楣的十根科林斯巨柱构成并支撑起转角前廊，其中，这十根科林斯巨柱柱头的花纹雕刻有五层，每层各有不同。三层和四层是后期建设的，三层无柱但设有落地高窗，窗外为被科林斯柱支起的探出式房檐。四层向内收起，在外侧设置有一排列柱并支撑檐部形称塔司干式双柱空柱廊并配有瓶式栏杆。建筑侧面设有扁方形壁柱与塔司干式柱廊有严格的对位关系。建筑内部的内营业大厅面积为213平方米，大厅顶部设有彩色玻璃的采光窗以及白色半球形吊灯，地面铺有彩色水磨石和黑白相间的马赛克，墙壁砌有仿石。柜台内侧设有六根罗马陶立克圆柱和两根方柱。该建筑的两层柱廊对比分明，使建筑立面丰富多样，是一座典型的罗马古典复兴式转角建筑。

## 建筑局部

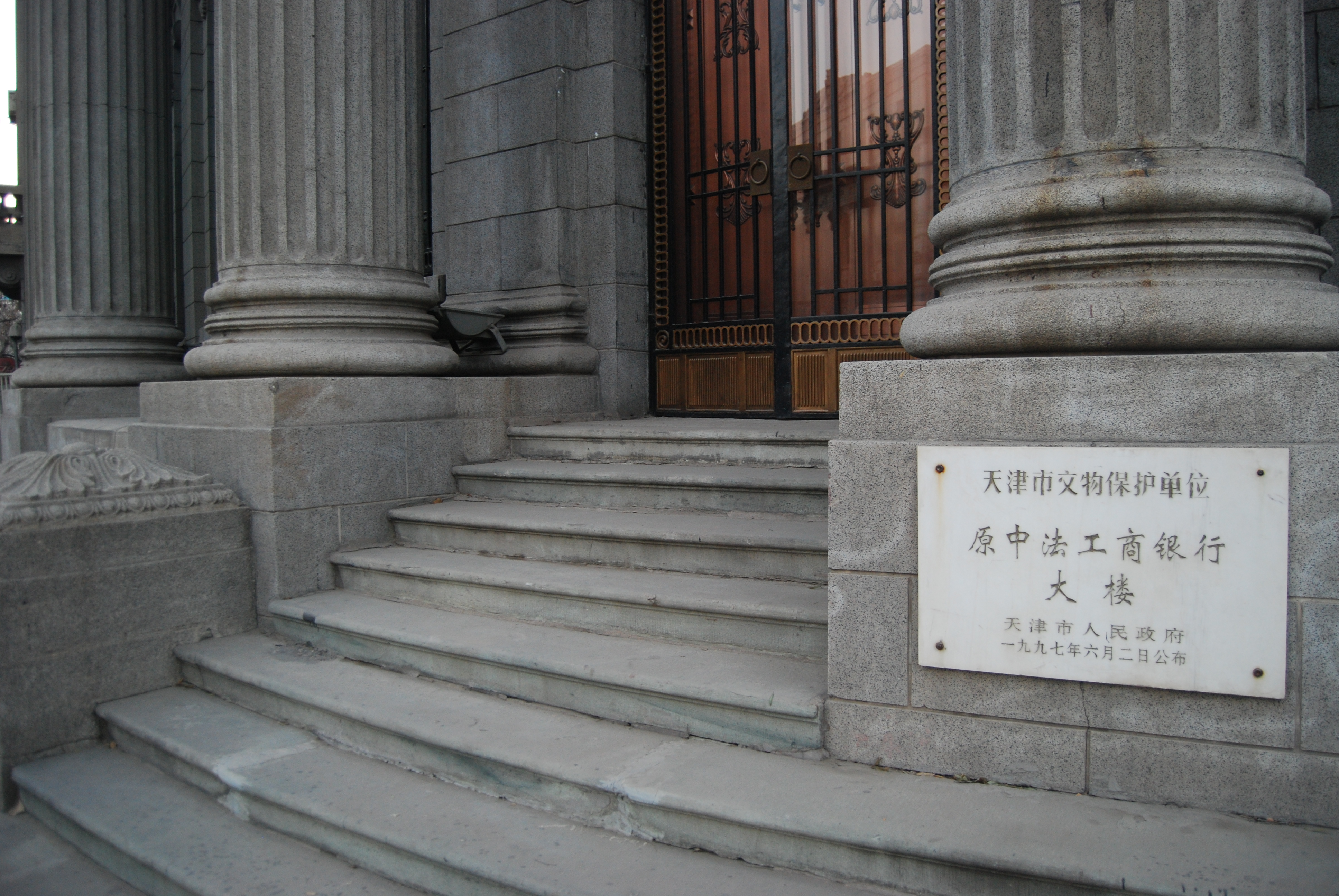
建筑底部的天津市文物保护单位铭牌
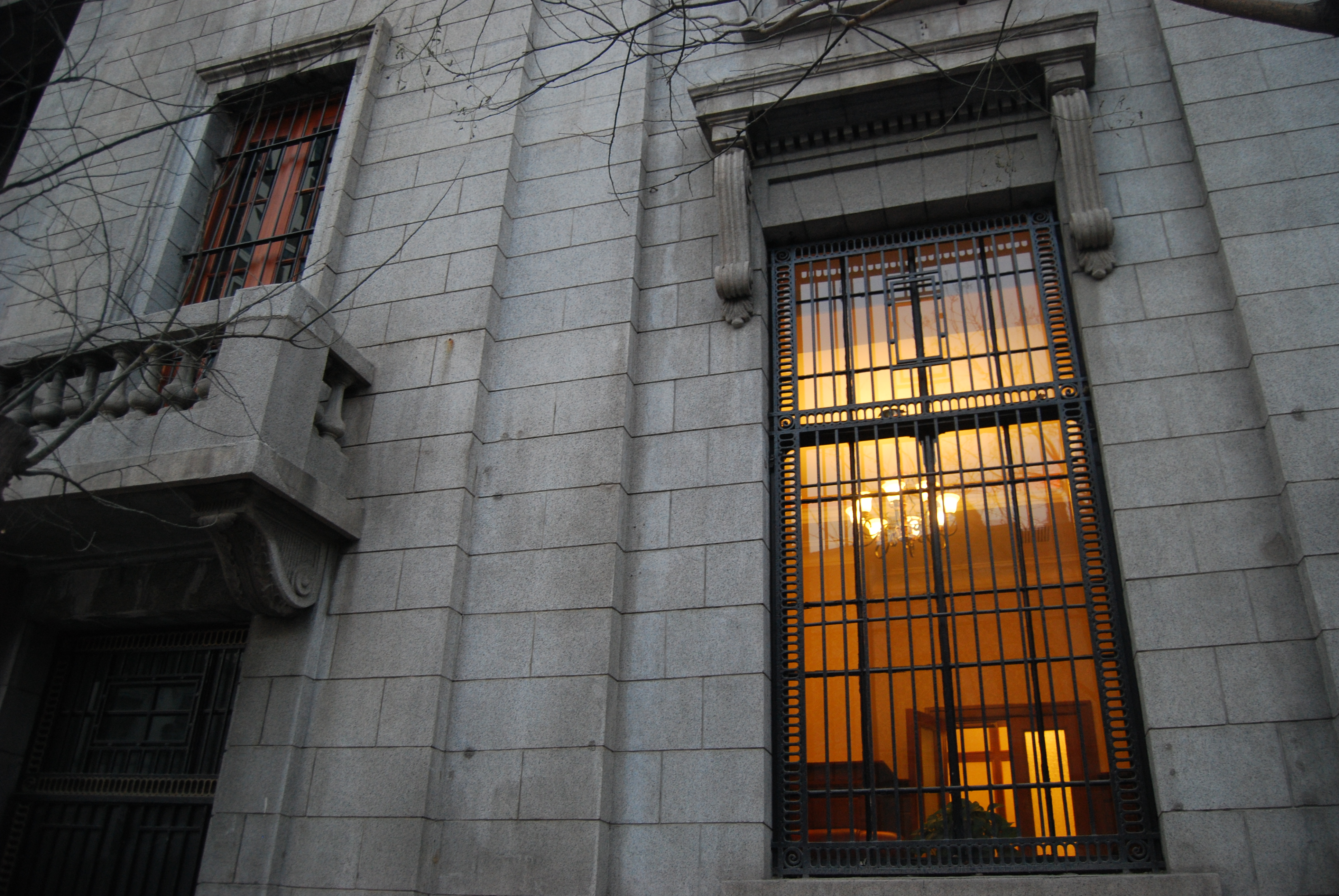
建筑侧面的钢窗和内部的白色半球形吊灯